# 佩德罗·菲格雷多

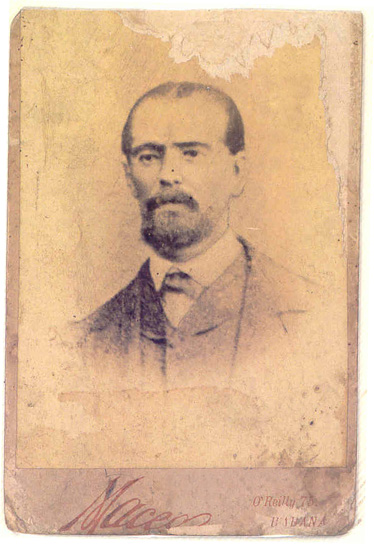
Perucho Figueredo

佩德罗·菲格雷多（Pedro Figueredo，1818年2月18日—1870年8月17日）是一位古巴爱国主义者和革命家。1868年他参加巴亚莫战争时写了古巴国歌巴亚莫之歌的歌词，并为之谱曲。1870年他被西班牙殖民者处死。